# ویکرز ویباولت
ویکرز ویباولت (به انگلیسی: Vickers Wibault) یک هواپیمای ساختِ کارخانهٔ ویکرز در کشور بریتانیا است. نخستین استفاده‌کنندهٔ این هواپیما شیلی بوده‌است. این هواپیما برای نخستین بار در ۱۹۲۶ میلادی مورد استفاده قرار گرفت.